# Neumoegenia bellamusa
Neumoegenia bellamusa là một loài bướm đêm trong họ Noctuidae.